# 医師

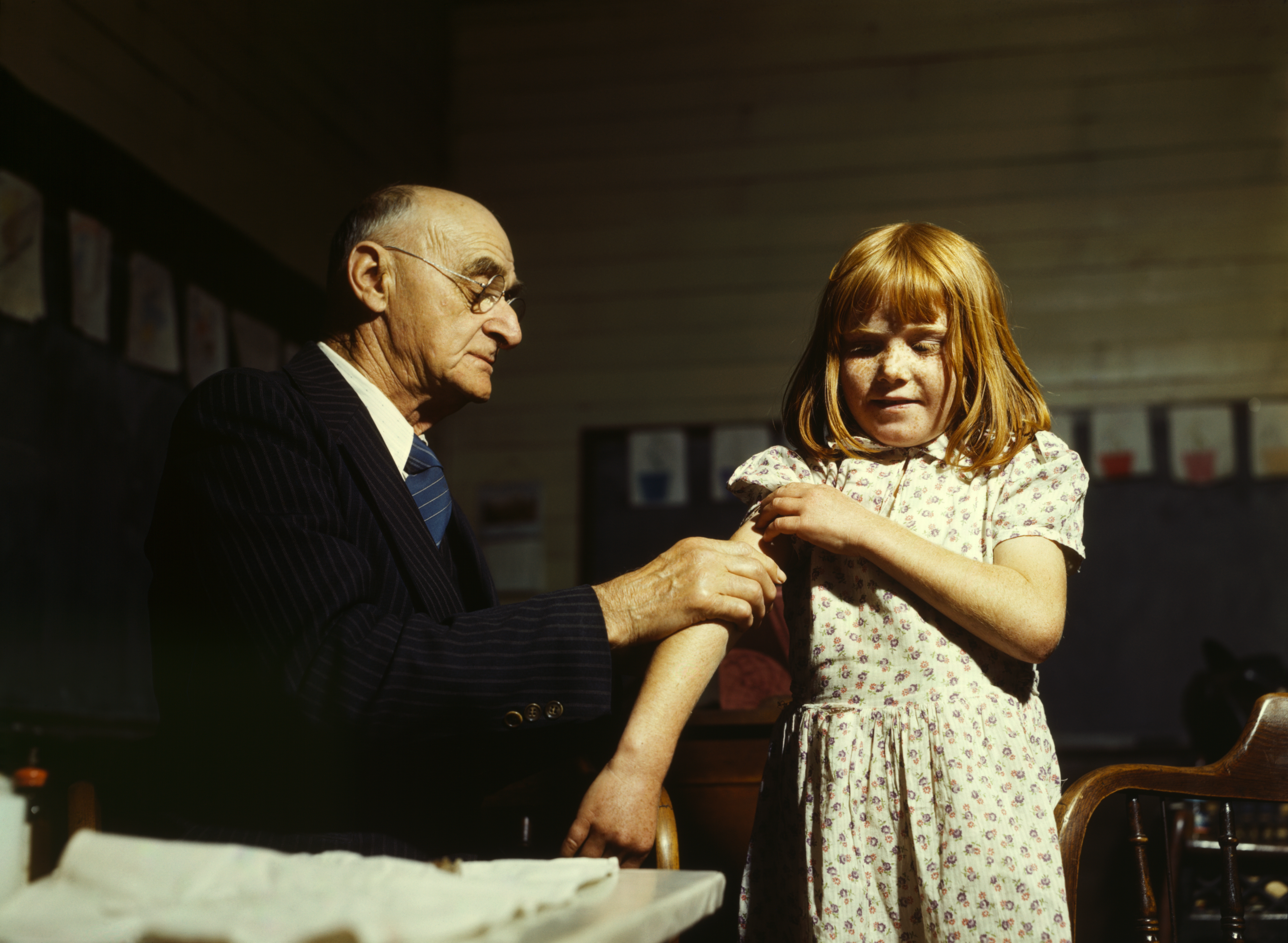
腸チフスの予防接種を行う医師（1944年）

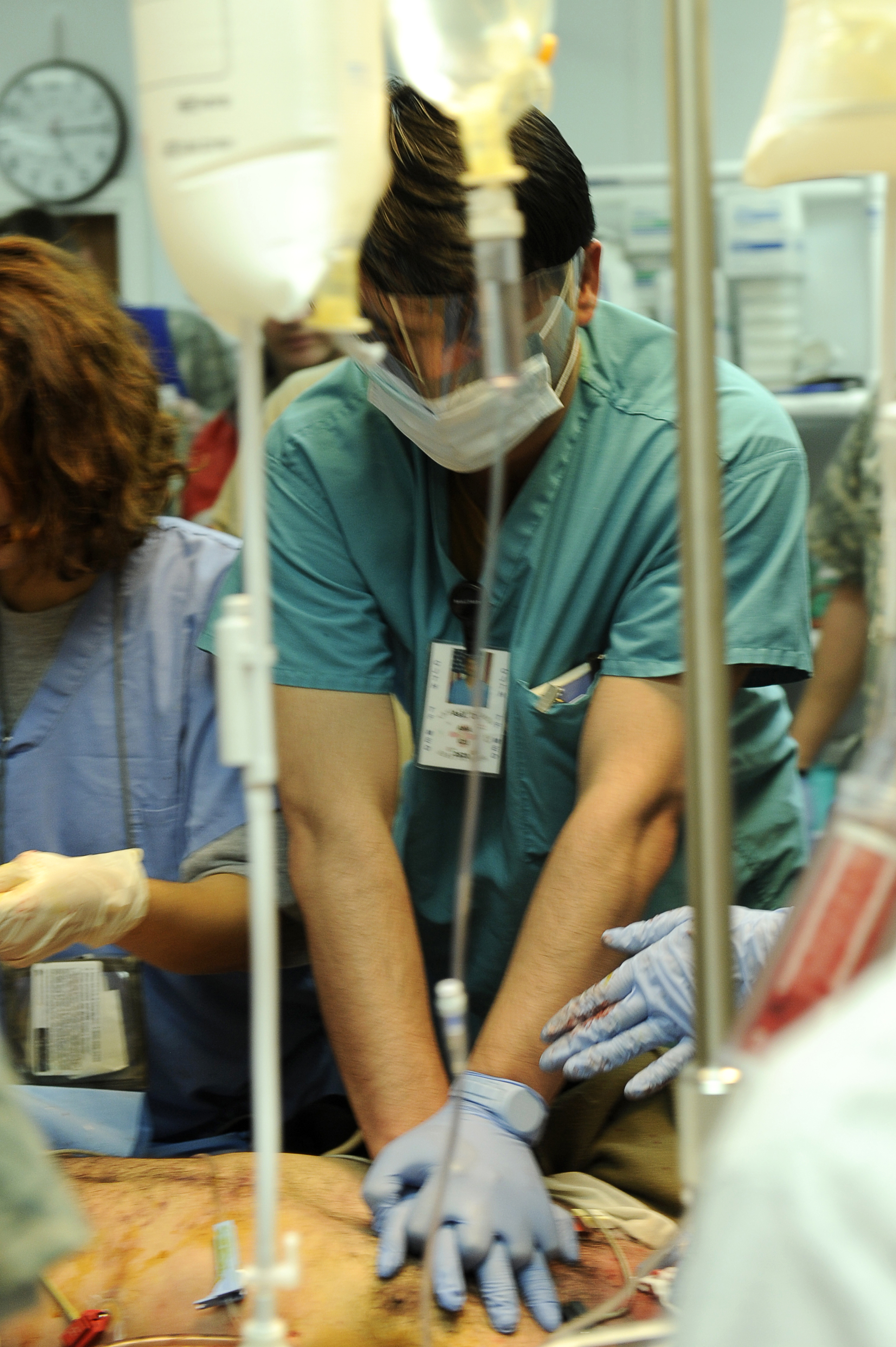
アフガニスタンで救急医療を行っている医師（2010年）

医師（いし、英語: doctor、アメリカ英語: physician）は、医療および保健指導を司る医療従事者である。医学に基づく傷病の予防、診療および公衆衛生の普及を責務とする職業。医者とも俗称される。

## 名称
伝統的にアメリカでは医師は「physician」と称される。また、専門分野ごとに内科医や外科医などと呼ばれる。英語圏で医師の一般名称「physician」に対して外科医だけが「surgeon」と呼ばれているのは、中世より内科学が医学だとされており、内科医が医師であったことによる。外科医の仕事は初期には理容師によって行われ、医療補助職として扱われており、義肢装具士や理学療法士等のような存在であったことから、別の名称があてられることになった。すなわち医師である内科医が診察・診断を行いその処方に基づいて理髪師（外科医）が外科的治療を、薬剤師が内科的治療（投薬）をそれぞれ行うという建前であった。しかし時代が進むにつれ外科医や薬剤師も独自に治療を行うようになり、彼らも医者とみなされるようになっていった。その他に、フランス語では médecin（）、ドイツ語ではArzt（）である。
また、日本、イギリス、オーストラリア、ニュージーランド等では、博士の学位を所持しない医師は「ドクター」と呼ばれる。ただし、英連邦諸国では、外科医は学位にかかわらず、今日なお日本語の「〇〇」さん」に相当する「ミスター・〇〇」と呼ばれ、「ドクター・〇〇」とは呼ばれない。本来なら master（修士）のさらに上位にある学位の名称である doctor（博士）が、医師の名称としても用いられるようになったのは医師制度の発展してきた歴史的背景、および免許取得過程上要求された学位が関係しているとされている。
今日の日本では、一般に「お医者さん」「医者」「ドクター」「先生」と呼ばれる。「医師」という名称が確立し一般に広く普及したのは、明治以後のことである。このほか、日本語で「医師」の同義語には「医（）」「医家（）」「医家（）」「医士（）」「医生（）」「医（）」「薬師（）」「薬師（）」「薬医（）」などがある。
船舶で勤務する者は船医、軍隊に所属する者は軍医と呼ばれる。
一般に、適切な診療能力を持たず、治療にならないことをしたり誤診をしたり医療過誤を引き起こしたりする医師は藪医者と呼ばれている。

## 歴史

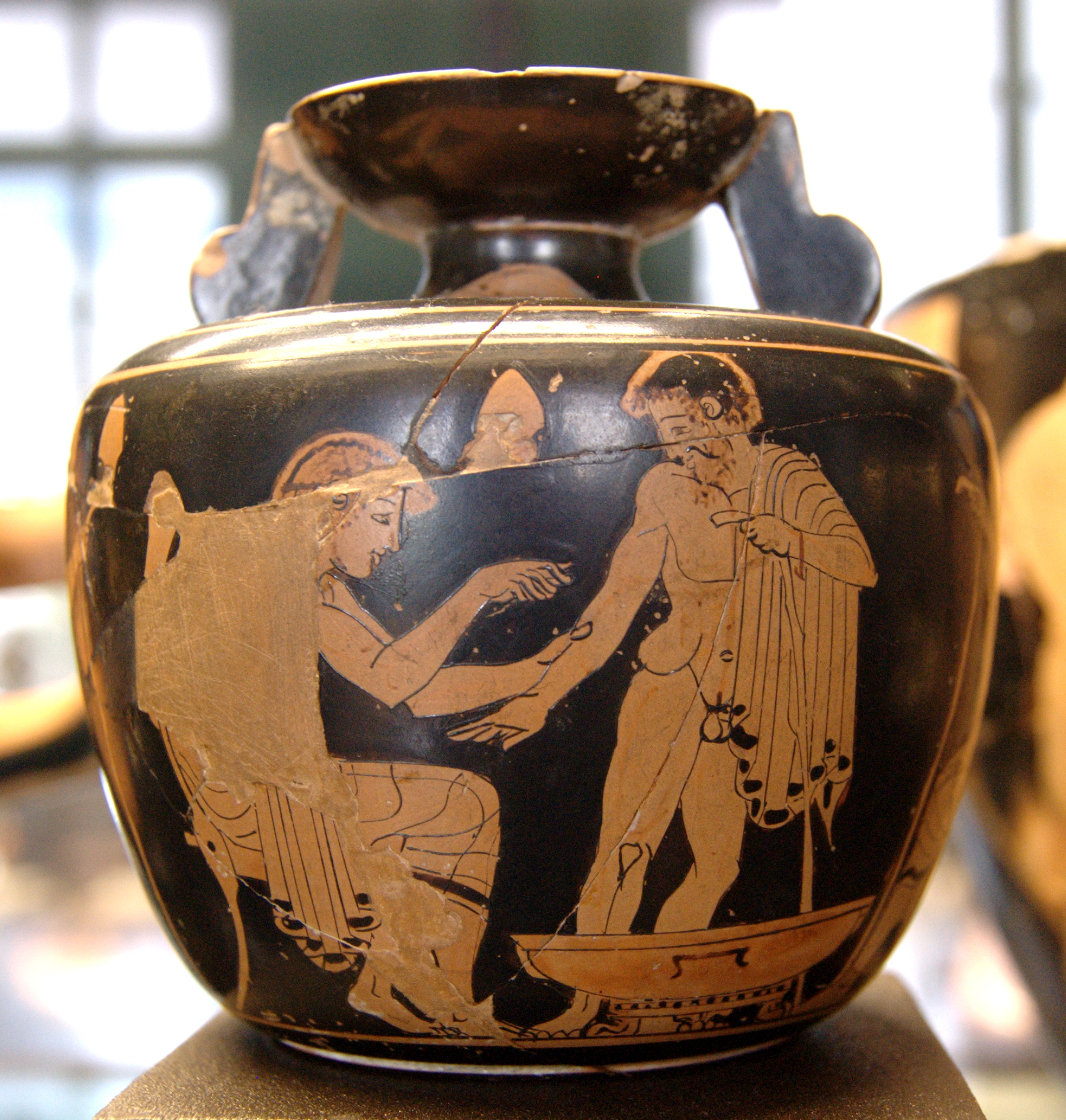
医師と患者が描かれた古代ギリシアの壺（紀元前480～470年頃のもの）

古代には病気というものに対して悪魔や神によるもの等と信じられていたため、「医師」という職業は世界各地で現在でも宗教と密接に関わっているものが多い。
西洋において「医」の象徴とされているのはギリシア神話に登場するアスクレピオスである。アスクレピオスの杖は世界保健機関(WHO)を含めて世界各国で「医」の象徴として用いられている。
古代西洋では、医師の社会的地位は比較的低かった。
古代ギリシアにおいては、医師は自由市民であるとは限らず、奴隷である医師もいた。自由市民は自由市民の医師が診察し、奴隷は奴隷である医師が診察した。また古代ローマにおいても、市民権は与えられたといわれるものの、医師の地位は高くなかった。これはローマにおいて往々に医師が被征服民のギリシア人が多く、更には奴隷階級とされた者も多かったためと考えられている。医師の社会的地位が高くなったのは中世ヨーロッパにおいてである。人の命に関わる重要な職業なので、専門職として特別な地位を与え、それに応じた責任が求められるようになった。
西洋においては、内科が知識主義に基づいて伸長したのに対し、外科は経験主義を基礎に伸長した。初期には床屋などから外科医となるものが多かった。

### 日本の医師と教育

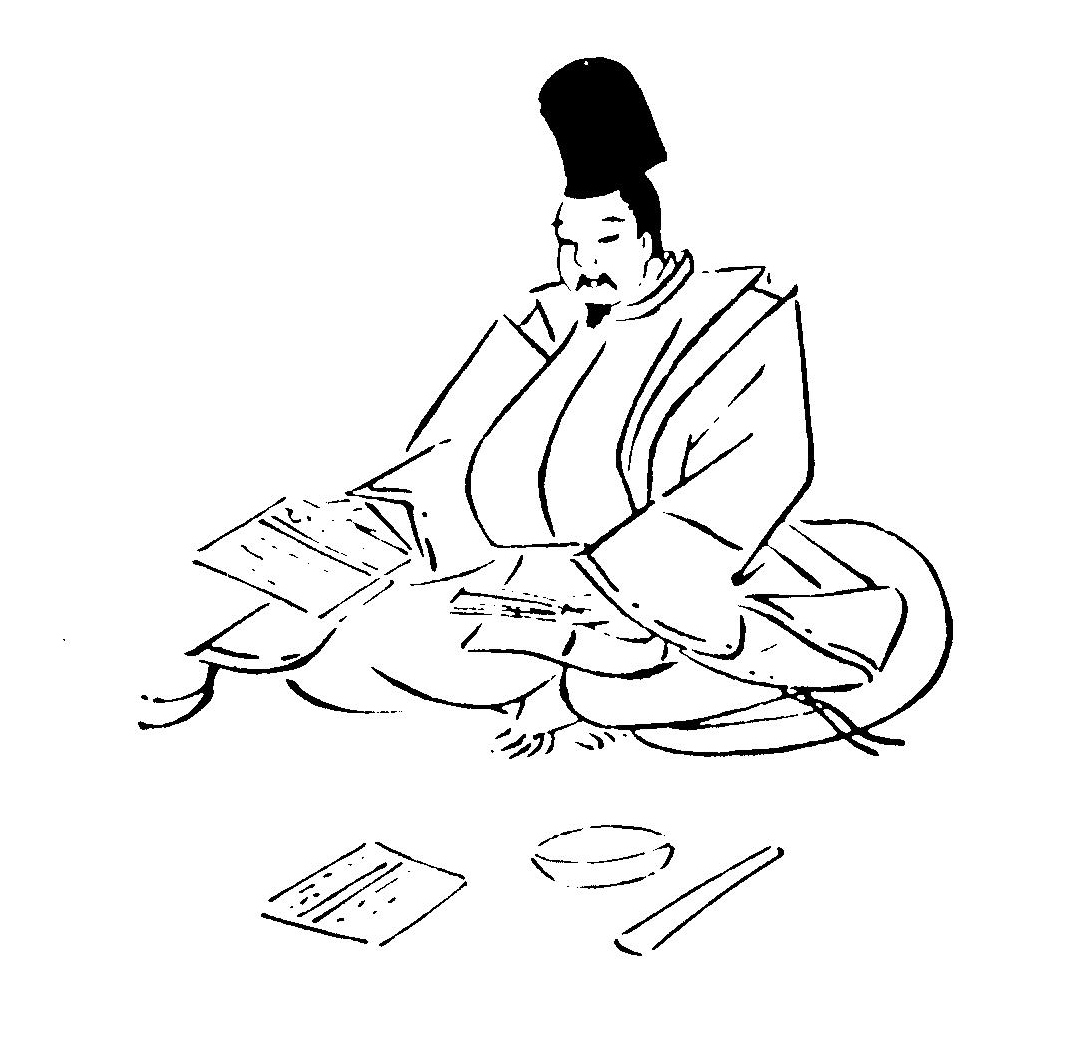
『七十一番職人歌合』三十四番に描かれた室町時代の薬師（くすし）

東洋において「医」の象徴とされているのは一般に薬師如来が知られているように、日本においては「薬師（くすし）」と呼ばれた和漢薬の専門家が医師の起源となる。当時の薬学である本草学に基づき生薬を用いて診療を行った。日本の漢方医学は中国の漢方医学とは16世紀頃分かれて独自の道を歩いている。律令制においては、典薬寮の下に官職としての「医師」が置かれた他、大宰府や令制国にも医師が派遣されていた。
江戸時代においては士農工商の工に当たるとされたが、御典医などは士分に準ずる扱いを受けることもあった。
江戸時代においては幕府などに使える医官と町医者に大別される。医者（医師）を開業するのに資格などは存在せず、『傷寒論』などの知識を持っていれば誰でもなれる僧侶と共に身分制の外の職業であった
鎖国下にあって西洋諸国に向けた唯一の公的な窓口であった長崎警備を受け持つ佐賀藩は西洋医学の影響を強く受け、幕末期の1851年に「医業免札制度」を導入し、全ての医師に開業には免許を必須とした。
蘭方医学の塾としては、江戸では伊東玄朴の象仙堂、大阪では緒方洪庵の適塾(適々斎塾）が著名である。
江戸時代後期においては、幕府によって漢方医学の教育機関である医学館が置かれた。幕府によって西洋医学所が設けられたのは文久元年（1861年）のことで、これは1858年に蘭医の伊東玄朴らが設置した種痘所を1861年に幕府直轄とした翌年に改称したもので、さらに1863年に医学所と改称された。
江戸時代後期では長崎も西洋医学が進んでおり、幕末にオランダ軍医のポンペから伝習するための医学伝習所が開設された。また長崎の医学所は精得館と呼ばれていたが明治維新後に長崎府所管の医学校と改称され、明治初期に文部省所管の長崎医学校となった。
明治時代、西洋医学を日本に導入するため西洋から医者を招いた。また「医師」という呼称が用いられるようになったのは明治時代に入ってからである。それ以前は「医者」と呼んでいた。
日本では明治維新後の1874年、医師を免許制とする制度が導入され、1876年には新たに免許を受けようとするものは洋方六科試験合格が必要となることが内務省から通達され、漢方医を志す医師であっても西洋医学を学ぶことが必須とされるようになった。現代の中華人民共和国や韓国ではそれぞれ中医師、韓医師という医師とは別の資格が並立している。

## 世界各国の医師制度

G20各国の医師数（人口1,000人あたり）

### 米国の医師制度
米国では、他の分野と同様に全ての医療関連免許はそれぞれの州が交付する。日本のように医師免許があれば事実上すべての診療科を行うことができるというものではなく、各診療科ごとの専門医資格を必要としている。また手術手技や診療に関しても段階が存在し、高度な医療を行うにあたってもまた別にその専門医資格を必要としている。現在、各州において医師免許に定年制度は設けられていない、専門医資格は3～4年に1回、指定された講義単位数や実績を前提に更新が行われている。

### 英国の医師制度
英国では、日本のように「医師」であれば事実上全ての診療科を行うことができるということはなく、各診療科ごとに専門医資格が必要とされている。また「総合診療医（家庭医療/一般医療: general practice）」と「病院医（専門医療）」とが厳格に区別され、それぞれ専門領域として独立している。
1890年代には現代ほど厳密ではなく、医学生が医師の助手や船医として勤務したり、専門医資格が無い医師が専門医院を開業したりしても違法ではなかった。アーサー・コナン・ドイルは医学生時代に捕鯨船の船医を務めた他、眼科資格を取得しないままロンドンで眼科診察所を開業していた。
英国の大学医学部は全て公立（バッキンガム大学のみ私立と位置付け）で、伝統的に大学の権威が高く認められているため、医師資格の国家試験は存在せず、各大学の「卒業試験」に合格し卒業することで医師免許が与えられる。留年は認められていないため、中退者も少なくない。
日本と同様に、高校卒業後に大学医学部に入学となるが、英国の大学入学には「A-Level」という統一試験があり、その成績と面接・書類審査等で厳重に行われ各大学の医学部入学となる。医学部は約5年制で、各大学ごとに様々なカリキュラムが組まれている。卒業後は2年間の臨床研修が義務付けられ、その後に専門とする診療科を選択する。ここで大きく「総合診療医（general practice）」と「病院医（専門医療）」とに進路は選択され、それぞれ研修が行われる。そして研修終了の後にそれぞれ総合診療認定医、専門認定医の試験があり、合格して初めて「医師」としての独立した診療行為が許されている。
一般的に医師免許はその国の中でしか通用しないが、英国の医師免許はニュージーランドなどのイギリス連邦加盟国や植民地でも通用する。またヨーロッパ諸国の資格が有効となる場合もあり、コナン・ドイルは眼科資格を取得するため1891年にウィーンへ移住した（ドイツ語能力の不足により断念）。
英国の植民地の住民が医師を目指す場合には英国の医大に入学することが多い。特に医大のような高等教育機関を持たない植民地の場合はイギリス本国かイギリス連邦加盟国の医大へ行くしかない。このように、英国の医師免許は国際免許のような性格を持っているため、シンガポールやブルネイなどの経済的に豊かな小国で医師を目指す人間が英国の医大に入学して医師になる場合が非常に多い。
このため、イギリス連邦なら絶海の孤島であっても医師の質が比較的高い場合が多い。香港などでは返還前はイギリスの医師免許を持った医師しか医業を行えなかったが、香港返還後ではイギリスと中国の両方の医師免許が通用する。

### ドイツの医師制度
ドイツでも、日本のように「医師」であれば事実上全ての診療科を行うことができるということはなく、各診療科ごとに専門医資格が必要とされている。
ドイツの医師国家試験は4段階の試験が存在する。まず日本と同様に中等教育修了後に大学医学部に進学でき、そこで約6年間の医学教育を受けるが、医学部での勉強と医師国家試験は平行して行われ、医師免許取得後にも医学部で医学教育を受ける必要がある。
まず医学部在学2年目で「Physikum（教養試験）」（教養科目）と呼ばれる自然科学系国家資格の統一試験がある。それに合格するとまた1年後に「Das erste Staatsexamen（第一次国家試験）」（基礎医学）と呼ばれる試験があった。これに合格し約2年後に「Das zweite Staatsexamen（第二次国家試験）」（臨床医学）と呼ばれる試験があった。これに合格すると最終学年時に、1年間の病院での臨床研修が義務付けられている。最後に「Das dritte Staatsexamen（第三次国家試験）」と呼ばれる試験があり、これに合格して初めて「研修医 (AIP:Arzt im Praktikum)」という免許が与えられた（現在は研修医という制度がなくなり、医師免許が発行される）。このほかにFamulaturという合計4か月の実習がPhysikum合格後、最終学年前までに義務付けられている。これは医学部の正規の教育課程で行われることではないため、大学の休み期間に学生自らで行う。現在ではPhysikumの後、3年勉学後、1年間の病院実習を行い国家試験に合格後、医師免許を習得できるように制度が改変された。またこの間大学医学部での医学の勉強は同時並行となり、ドイツの医学生はまた別に大学での単位の取得が必要とされているが大学によってはと卒業論文の製作を求めているところもある。そしてこの「医師免許」と「卒論」の二つが揃って初めて大学では卒業が認められ、学位が授与される。卒業論文の代わりに博士論文を書く学生もいる。この場合、博士論文が認定されると、「博士」の学位を授与される。
また医師免許があったとしても医師としての活動が許されているわけではなく、歴史ある医学大国として各「医師会」の権威が大きく、また何年かの臨床研修を受け各医師会、の専門医試験に合格しないと診療科を標榜することが許されない。開業する場合、専門医試験に合格していない場合、公的健康保険に対して診療報酬は請求できない。また、専門医資格の中に「一般医学（家庭医）」という専門資格も存在し、一般開業医はこの専門医資格が必要とされている。
ドイツ国内においては1999年から医師の定年制が施行され、68歳になると保険医療を行うことはできなくなった。また、それによって定年後の医師の生活を支える目的で「医師老齢年金制度」という社会保障制度が存在する。

### 中国の医師制度
中国では、西洋医学を中心として学ぶ医学部と、中医学を専門に勉強する中医学部に分かれる。西洋医学部を卒業し1年のインターンを経ることで医師免許受験資格を与えられ、中医学部を卒業し1年のインターンを経ることで中医師免許受験資格を与えられる。日本との違いは、医師免許自体が、中医学系と西洋医学系の二本立てであることである。
数年前から、外国人も医師国家試験の受験が可能になっている。嘗て中医師免許相当とされた「国際中医師免許」は、受験しても外国はもちろん本国である中国でさえ医療行為を行うことのできない学力認証試験であり、医師の世界では意味をなさない。
第二次世界大戦前には日本へ国費で留学生を送り医学を学ばせていた。魯迅は仙台医学専門学校（現東北大学医学部）に留学したが、退学し作家に転身している。

### 韓国の医師制度
韓国では医療二元化体制を取っており、中国と同じく西洋医学系と中医学系に区分される。
韓国で医者になるためには、2つの条件を備えなければならない。まず、医科大学や医学専門大学院で学業を終えること、そして医師国家試験を受けて合格することである。他の方法としては、外国の医科大学を卒業して学士号を取得した外国の医師免許保有者が、韓国の医師国家試験予備試験に合格し、国家試験受験資格を得て国家試験に合格する方法がある。また、軍委託教育制度で医師になることができる。

### 日本の医師の医師制度
日本では「医師」は国家資格であり、大学の医学部（6年制）を卒業後に「医師国家試験」に合格して医籍登録を完了したものに厚生労働大臣から免許が与えられる。1999年に改正された医師法16条の2に「診療に従事しようとする医師は、2年以上、医学を履修する課程を置く大学に附属する病院又は厚生労働大臣の指定する病院において、臨床研修を受けなければならない。」と明記され、2004年度からは、臨床医として勤務するためには2年間以上の臨床研修を行うことが努力義務とされた。臨床研修を終えていない医師は、医業を続けることはできるが、病院・診療所の長となることができない。この間の「医師」を一般に研修医とも呼ぶこともある（資格名ではなく通称名）。ただし、基礎研究医や産業医、社会医学者、法医学者などはこの義務はない。しかし、これらの分野でも認定医取得条件や求人に2年間の臨床研修を義務づけている場合もある。
一般的には、病院や診療所といった医療機関で医業（医療行為）を行う医師（臨床医）が多いが、医療機関以外では法務省に所属し、刑務所や拘置所の収容者を対象に医療行為を行う医師である矯正医官、自衛隊に所属する医師である医官や、保健所（地域保健法施行令第4条第1項にて「保健所の所長は医師でなければならない」と規定されている。次項に例外規定もあり）、基礎研究医、産業医、社会医学者、法医学など直接医療行為を行わない医師もいる。
2022年1月現在、医師免許に更新制度はなく、通常は生涯にわたって有効である。医師は2年おきに住所・氏名などを都道府県知事を経由して厚生労働大臣に届け出る必要がある。医療過誤、犯罪等による資格停止・剥奪は厚生労働省医道審議会により決定される。
日本の医師免許は診療科ごとに交付されるものではなく、医師は法律上は歯科以外すべての診療科における診療行為を行うことができる、とされている。（歯科医師のみ別資格になっている）
近年では医療の進歩と共に技術的に高い次元での専門化・細分化傾向が強まり、日本においても各診療分野の学会が「学会認定医」、「学会専門医」などの学会認定専門医制度を導入しており、さらに2018年からは専門医の養成・認定を一括で行う日本専門医機構による「新専門医制度」が開始され、一般診療者への技術度の目安として広まりつつある。がしかし、これらは法的には「肩書き」に過ぎず、所持していなくても診療科を標榜することは可能である（たとえば、眼科の医師が皮膚科の診療を行うことも可能）。ただし、麻酔科を標榜するには厚生労働省の許可を得なければならない（医療法70条2項および医療法施行規則42条の4による）。
「医師」には「一人医療法人」という制度があり、「医師」一人でも医療法人が設立できる。また死体検案書の作成は、医師の独占業務である。

#### 法的枠組み
日本で医師の資格を規定する根拠となっている法律は「医師法」であり、医師法17条に「何人も、医師でなければ、医業をなしてはならない。」と規定し、職業選択の自由を規制している。なお日本の医師免許は、個人に医業をするために与えられた免許であるため登録免許税が発生する。また、認知症などになると免許を取り消される場合がある。なお、後見人が必要となった場合は免許が取消処分となる。診療報酬などを不正に請求し罰金以上の処罰を受けると取消処分となる。
また、しばしば資格を持たない者が医師を名乗り医業を行う例が見られ、1970年前後には、いわゆるニセ医者が多数存在していたことが社会問題となった。警察庁の調べでは1969年に91件104人、1970年に110件96人、1971年（9月まで）に40件37人が摘発されている。
医師は、医療法で定められた厚生労働省が指定した27の標榜科を、いつでも自由に名乗ることができる。ただし「麻酔科」の『麻酔科医』に関しては、厚生労働省の麻酔科標榜資格審査に合格しなければ、麻酔科の標榜も麻酔科医を名乗ることも出来ず、医師が麻酔を取扱うことが出来ない。
また歯科医業は、歯科医師法により歯科医師しか行う事が出来ない。咬合構築に関与する骨切り術が形成外科医により行われる事があるが、これは歯科医師法違反である（待機処置の場合）。
離島や過疎地で軽症患者に対しては、医師一人だけで多くの診療科に対する医療行為を完結させる必要があり、「医師」の資格により、最低限の医療行為が完結できなければならない。よって「医師」が「検査ができない」「レントゲンが撮れない」「看護ができない」「人工透析ができない」「リハビリテーションができない」ということは、制度の建前上ありえない。
薬に関しては、欧米では歴史上薬剤師の業務として発展（完全医薬分業制）してきたものであり、欧米では医師が調剤することはあり得ない事であるが、日本では薬剤師法の規定により、自身が診察した患者に限り、調剤をする事ができる（不完全分業）。ただし、他の医師の処方箋による調剤は、薬剤師が持つ業務範囲であり、原則的に薬剤師免許がなければ、たとえ医師であっても無資格調剤となる。

#### 年齢・性別
|                  | 医師数(人) | 割合%  | 内訳               | 内訳   |
| 病院従事 (割合%) | 医師数(人) | 割合%  | 診療所従事 (割合%) |        |
| ---------------- | ---------- | ------ | ------------------ | ------ |
| 総数             | 288,850    | 100.0  | 100.0              | 100.0  |
| 29歳以下         | 26,226     | 9.1    | 13.8               | 0.3    |
| 30～39歳         | 65,003     | 22.5   | 31.7               | 5.3    |
| 40～49歳         | 67,969     | 23.5   | 25.1               | 20.6   |
| 50～59歳         | 65,380     | 22.6   | 17.8               | 31.7   |
| 60～69歳         | 37,880     | 13.1   | 7.8                | 23.0   |
| 70歳以上         | 26,392     | 9.1    | 3.8                | 19.2   |
| 平均年齢         | 48.9歳     | 48.9歳 | 47.8歳             | 58.0歳 |

平均年齢は48.9歳。近年では医学部に進学する女子が飛躍的に増え、29歳以下の若い医師は3人に1人が女性である。医学部の一学年の女性の割合が半数近い大学も存在する。一方で、入学試験において女子学生を不利に扱う大学も存在する（2018年に発覚した医学部不正入試問題）。
様々な研究により、女性医師の方が男性医師よりも良い結果を出す傾向にあると報告されている。また、医師と患者の性別が異なると手術のリスクも増加する。特に女性患者において顕著であり、女性医師の場合に比べて男性医師の場合は死亡リスクが32%高くなる。
一方で、出産・育児のバックアップ体制が整っていない面が多分にあり、仕事を続けながら出産・育児が困難であり結婚・出産とともに退職する女性医師もいまだ多い。出産・育児により職場を離れた女性医師に対し働きやすい環境を整え、医療の場に戻す方策が始まっているとはされるが、2006年頃から地方の医師不足が顕著になり始めている一方で、都市部では過剰傾向にあり倒産廃業に追い込まれる開業医も少なからず存在する。

#### 就業場所
医師のおおよそ6割は病院で、3割は診療所にて就業している。
|                                 |                                                           | 人数（千人） | 割合(%) | 総人口10万対 |
| ------------------------------- | --------------------------------------------------------- | ------------ | ------- | ------------ |
| 総数                            | 男女計                                                    | 303.3        | 100.0   | 237.8        |
| 総数                            | 男                                                        | 243.6        | 80.3    | 191.1        |
| 総数                            | 女                                                        | 59.6         | 19.7    | 46.8         |
| 医療施設の 従事者               | 小計                                                      | 288.9        | 95.2    | 226.5        |
| 医療施設の 従事者               | 病院の従事者                                              | 188.3        | 62.1    | 147.7        |
| 医療施設の 従事者               | 病院（医育機関附属の病院を除く）の 開設者又は法人の代表者 | 5.4          | 1.8     | 4.2          |
| 医療施設の 従事者               | 病院（医育機関附属の病院を除く）の勤務者                  | 132.5        | 43.7    | 103.9        |
| 医療施設の 従事者               | 医育機関附属の病院の勤務者                                | 50.4         | 16.6    | 39.5         |
| 医療施設の 従事者               | うち、臨床系の教官又は教員                                | 27.0         | 8.9     | 21.2         |
| 医療施設の 従事者               | うち、臨床系の大学院生                                    | 5.4          | 1.8     | 4.2          |
| 医療施設の 従事者               | うち、臨床系の勤務医                                      | 18.0         | 5.9     | 14.1         |
| 医療施設の 従事者               | 診療所の従事者                                            | 100.5        | 33.2    | 78.8         |
| 医療施設の 従事者               | 診療所の開設者又は法人の代表者                            | 72.2         | 23.8    | 56.6         |
| 医療施設の 従事者               | 診療所の勤務者                                            | 28.4         | 9.4     | 22.3         |
| 老健施設の 従事者               | 小計                                                      | 3.2          | 1.1     | 2.5          |
| 老健施設の 従事者               | 老健施設の開設者又は法人の代表者                          | .4           | 0.1     | 0.3          |
| 老健施設の 従事者               | 老健施設の勤務者                                          | 2.8          | 0.9     | 2.2          |
| 医療施設・老健施設 以外の従事者 | 小計                                                      | 8.6          | 2.8     | 6.8          |
| 医療施設・老健施設 以外の従事者 | 医育機関の臨床系以外の大学院生                            | 0.5          | 0.2     | 0.4          |
| 医療施設・老健施設 以外の従事者 | 医育機関の臨床系以外の勤務者                              | 3.0          | 1.0     | 2.4          |
| 医療施設・老健施設 以外の従事者 | 医育機関以外の教育機関又は研究機関の勤務者                | 1.5          | 0.5     | 1.2          |
| 医療施設・老健施設 以外の従事者 | 行政機関・産業医・保健衛生業務の従事者                    | 3.5          | 1.2     | 2.8          |
| 医療施設・老健施設 以外の従事者 | うち、行政機関の従事者                                    | 1.7          | 0.6     | 1.3          |
| 医療施設・老健施設 以外の従事者 | うち、産業医                                              | 1.0          | 0.3     | 0.7          |
| 医療施設・老健施設 以外の従事者 | うち、保健衛生業務の従事者                                | 0.9          | 0.3     | 0.7          |
| その他の者                      | 小計                                                      | 2.6          | 0.9     | 2.0          |
| その他の者                      | その他の業務の従事者                                      | 0.6          | 0.2     | 0.5          |
| その他の者                      | 無職の者                                                  | 2.0          | 0.7     | 1.6          |

#### 医師とIT
IT関連技術の進歩に伴いパソコンが急速に普及し、各医療機関ではレセコン（レセプトコンピュータ）だけでなく電子カルテも次第に普及しつつある。
本来、診療を行うために掛かるコストを支払う診療報酬にIT関連機器（レセコンや電子カルテなど）導入のための費用は全く考慮されず、その全てを医療機関側が負担してきた。2005年、国は医療制度改革大綱にレセプトのオンライン化の義務化を盛り込んだが、2006年度の診療報酬改定でも初診料の電子化加算（3点、30円に相当）を新設したのみで、約650億円と試算される財源については全く触れていない。
従来、医師会などを通じてのみ情報を得ていた全国各地の医師同士も、各種掲示板、メーリングリスト(ML)を通じて横断的に双方向性に情報・意見交換できるようになった。学会などではなかなか得られない臨床現場で役立つ医学・医療の経験・知識が、全国的に共有される意義は大きい。
1999年冬のインフルエンザ流行時、medpract-ML（実地医療研究ML）という医療系MLを通じてアマンタジンの有効性が初めて全国的に注目され、その後、迅速診断法や抗インフルエンザ薬などの情報も、医学会や医師会に先んじて様々な医療系MLに流れ、全国各地の医師同士の実体験が共有された。これを学問的に将来性のあるものに取りまとめたものとして、日本臨床内科医会のインフルエンザ全国調査研究：FLU・STUDY/JPAが注目された。

#### 医療保険制度と医師
医師免許を取得して初めて医師と呼ばれ、自由診療（保険外診療）を行うことができる。更に保険医の認定を得れば保険医療機関において保険診療を行うことができる（健康保険法64条）。一連の医療行為の中で両者を行うことは混合診療と呼ばれ、現在は認められていない。日本の公的医療保険制度は国民皆保険であるため、必然的に医師の大半は保険医となり、保険者が決めたルール（保険適用）の中で診断・治療を行っている。
国民にとって最も重要な事は、病気にならないことである。しかし、目覚しい進歩をとげ、多くの病気において早期診断・早期治療を可能としつつあるが、何を持って予防しえたかとするか、治療に比べれば遥かにその医学的評価は難しい。病気の早期発見を謳ういわゆる人間ドックや病気にならぬための予防医学などに、現時点では保険が利かない由縁である。（一日人間ドックなどは、人によっては自治体や健保組合などからの補助が出る場合もある）

#### 日本の医師の労働環境

OECD各国の医師数と、人口あたり年間受診回数

日本における医師の労働環境は非常に厳しいものである。勤務医の労働時間は日本医療労働組合連合会（後述）の2007年4月発表の資料によると、平均労働時間は1日あたり10.6時間、週あたり58.9時間、月あたりの時間外勤務は62.9時間となっている。厚生労働省の「医師の需給に関する検討会」の調査（同年）では、医師の労働時間は平均で週に63.3時間になっている。平均的な医師でも月90時間以上は時間外労働をしており、同省の過労死認定基準が目安とする「月80時間の時間外労働」を超えている。徹夜の当直開けに休みを取る“ディーンスト・フライ”は現在実行されず、50歳以下の医師の多くはその言葉の意味さえ知らない。徹夜明けの医師が外来診療や手術をすることが常態化し、週に32時間以上の連続勤務も珍しくない。中には週に2～3回の当直もあり、睡眠不足や過労による医療事故が懸念されている他、医師の過労死が問題となっている。
日本の健康保険制度や診療報酬の改定などについて審議する厚生労働相の諮問機関である中央社会保険医療協議会が令和5年11月に公表した『第24回医療経済実態調査（医療機関等調査）報告』によれば、前年度の医師平均給料年額は、医師の平均給料年(度)額（青色申告者を含む）は、以下の結果となった。
| 「個人（医師）」     | 09,854,638円 |
| 「医療法人（院長）」 | 26,529,548円 |
| 「医療法人（医師）」 | 11,180,508円 |
| 「その他（院長）」   | 23,291,976円 |
| 「その他（医師）」   | 13,384,933円 |
| 「全体（院長）」     | 26,313,306円 |
| 「全体（医師）」     | 11,135,115円 |

　
なお、産業別労働組合として日本医療労働組合連合会がある。

##### 医師の働き方改革
2019年、厚生労働省は医師の働き方改革の推進に関する検討会を開催し、以下の答申が行われた。
- 診療従事勤務医に 2024年度以降適用される、時間外労働水準[18]
  - 通常予見される時間外労働につき延長することができる時間数 ：労働基準法の限度と同じ（月45時間・年360時間）
  - 臨時的な必要がある場合の延長限度：1か月あたり原則100時間未満、年間960時間未満
- 一般の労働者に適用される時間外労働の上限を超えた場合の、措置義務
  - 睡眠時間を一日6時間程度確保[18]
  - 勤務間インターバルを9時間確保（当直勤務である場合除く）[18]
  - 当直明けの連続勤務は、当直中に十分な睡眠を確保できていない場合、勤務全体を通して連続28時間まで[18]。

#### 医師の転職
これまでは多くの医師は、「医局」という組織に管理されていた。これは大学の「教室（職員室）」とほぼ同義であり、各診療科目の教室が運営する非公式な医師の同業者組織である。医局は教授を頂点とし、定期的に任命される医局長によって日常的な事務運営がなされる。学費として「医局費」が徴収されることもある。
従来の方式では、医師は卒業と同時にいずれかの医局に「入局」していた。医局は医師の研修先・勤務先を指定し、医師はそれに従って転勤する。医局は医師を必要としている病院の情報を集中管理し、必要とされている医師の技能や経験年数に合わせて医師を派遣する。医師が派遣先で経験を重ね、技能を身につけると、派遣先の病院は医師に対して昇給をするか、賃金の安い医師と交代させるかしなければならない。そのため、数年おきに医局は医師を転属させ、新たに若い医師を派遣する。この繰り返しによって病院側は人件費を一定に維持し、経営の安定化を図ることができる。医師は自分の技能レベルに合った就職先で研鑽を積むことが出来る。また、高度な技術を取得することが可能な病院に派遣してもらった場合、「お礼奉公」と称して、しばらく低賃金で過疎地の診療所に派遣される慣習もあり、これによって地方の医師不足を埋め合わせていた側面があった。多くの場合、医師の派遣を受ける病院は大学教授に研究費などを提供し、教授の研究業績に寄与していた。こういう病院は医局の「関連病院」と呼ばれる。研究費が集まる有名教授の下にはさらに入局者が集まり、教授の権威を高める好循環を生む仕組みであった。
派遣を受けた医師は、国立病院に転属すれば「国家公務員」、公立病院に転属すれば「地方公務員」、私立病院に転属すれば「サラリーマン」、大学に戻り「研究生」「大学院生」などの名目で無給の労働力として使役される期間は「学生」と、転属先により身分が変遷する。また日雇い契約で雇われる場合は「フリーター」「非正規雇用」、僻地の診療所で一人医長に任命された期間は「管理職」と雇用階級も変遷し、数年おきに転属する。こういう身分の変遷は不安定で退職金も福利厚生もほとんどない。最近では、医療費削減に伴い、病院の経営状態が悪化し、多くの医師が「非正規雇用」か「管理職」のいずれかの身分で働くようになり、時間外手当もボーナスもなく、不当に長い労働時間を強いられている。
従来は医局の指示により、転職するのが一般的であった。しかし2004年からの初期臨床研修義務化（スーパーローテート）に伴い、医局に入局する医師が減少し、新たに医師の派遣を行ったり、医師の人材紹介や転職を斡旋する会社が出てきている。これらの医療従事者専門の転職支援サービスは、医局から医師の派遣を断られた病院の医師確保などにも一定の役割を果たしている。このビジネス分野は未開拓で、さまざまな会社がしのぎを削っている。
医師といえど一人の人間である事実にかわりはなく、QOML (Quality of My Life) を大切にするべきという考えも広がりつつあり、医師が過酷な勤務を要求する勤務先から独自の判断で転職するケースが増えている。

#### 少子化の影響
いわゆる少子化の影響で、妊娠・出産を扱う産婦人科や、これに続く乳幼児期の子供を扱う小児科の志望者が少なくなっている問題がある。また、特に産科領域では、一般的に子供は正常に生まれて当たり前との認識があると思われ、何か異常が起こると医療訴訟、さらには重過失等により刑事告訴を受ける可能性も高いといわれている。そういったことから、産婦人科や小児科を扱う医療機関が減少し、残った医療機関への負担が増加し、妊娠・出産への対応や子供の急病などへの対応が困難になっている。これらの問題については、少子化に関する諸問題の一つとして、マスメディアなどで頻繁に取り上げられているが、厚生労働省は有効な対策を打てていない。

## 組織
医師に関する組織には、学会、職能団体（労働組合）、規制団体などがある。

### 世界規模
- 世界医師会

### イギリス
- 英国医学協議会（英語版） (GMC) - 医師資格の規制団体。
- 英国医師会（英語版） (BMA) - 職能団体。またBMJの発行元である。

### 日本
- 医道審議会 - 厚生労働省の審議会等であり、医師資格を規制している。
- 公益社団法人日本医師会 - 職能団体。

### 歴史上
日本
- 内薬司 - 律令制の中で皇室の診察と薬の処方を行う組織
- 典薬寮 - 律令制の中の医疾令により制定された機関。天皇に仕えた医師は御典医と呼ばれ、転じて将軍などに仕えた医師も御典医と呼ばれた。
- 施薬院 - 古代の民衆救済機関

中国
- 尚薬局（中国語版） - 古代中国で天子や皇族に仕えた医師組織[22]。
- 太医局（中国語版）（太医署） - 秦朝、漢朝、晋朝の官吏を対象とした医師組織[22]。
- 翰林医官院（中国語版） - 宋朝、元号が元豊の時に醫官局と改められた。
- 太医院（中国語版） - 明朝[23]
- 太医（中国語版） - 元朝から清朝の皇帝に仕えた医師

韓国
- 内医院（朝鮮語版）
- 典医監（朝鮮語版）
- 恵民署
- 活人署（朝鮮語版）

古代ローマ
古代ローマの医学界 - 多くがギリシア人で多くが奴隷出身で奴隷医師（servi medici）であった。アスクレペイオンで正規に学んだギリシア人医師の助手として働いた者たちであった。また、奴隷身分出身でなく宮廷に仕えた医師とも分けられた。テオドシウス法典によって、医療組織の体制が作られ、archiatri sancti palatii という宮廷につかえた医師組織、そして archiatri populares という民衆に医療を行う医師組織の二つが存在した。
イギリス
- Worshipful Society of Apothecaries（英語版） - ロンドンの内科医・薬局のリヴァリ・カンパニー

オスマントルコ
amâ’at-i ‘atibbâ’-i khâssa - トプカプ宮殿内に置かれた医師と宮廷医師の組織。

## 著名な医師

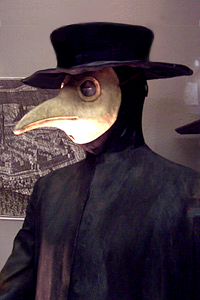
ペスト医師

## 文化
- 藪医者 ‐ 養父（やぶ）の医者は名医だったが、弟子を名乗る腕の良くない医者が続出したことから腕の良くない医師を藪医者と呼ぶようになった[27]。

慣用句・ことわざ
「医者の不養生」は、患者に健康を教えながらも医者自身が健康的な生活ができていないことを意味する。英語で該当する格言に、Physician, heal thyself（医者よ、自分を癒せ）、doctors make the worst patients（医者は最も悪い患者になる）がある。

### 表彰する賞
- やぶ医者大賞[31][32]